# دوري كرة القدم الغربي 1905–06
دوري كرة القدم الغربي 1905–06 (بالإنجليزية: 1905–06 Western Football League)‏ هو موسم من دوري كرة القدم الغربي ‏. فاز فيه كوينز بارك رينجرز.